# アスパシア (小惑星)
アスパシア (409 Aspasia) は、小惑星帯に位置するとても大きな小惑星である。
オーギュスト・シャルロワがニースで発見し、アテナイの政治家であるペリクレスの愛人アスパシアにちなんで命名された。